# Atrazin
Atrazin är en organisk förening baserad på en triazin-ring. Atrazin har formeln C8H14ClN5.

## Egenskaper
Atrazin hämmar fotosyntesen i växter genom att förhindra bildandet av feofytin och därigenom låsa elektrontransportkedjan.

## Användning
Atrazin är förbjudet i Sverige sedan 1989 och hela Europeiska unionen sedan 2004, men används i stor utsträckning som herbicid i bl.a. USA för att bekämpa ogräs i majs-, durra- och sockerrörs-odlingar.
Vissa arter som svinmålla och vitgröe är resistenta mot herbicider baserade på triazin.

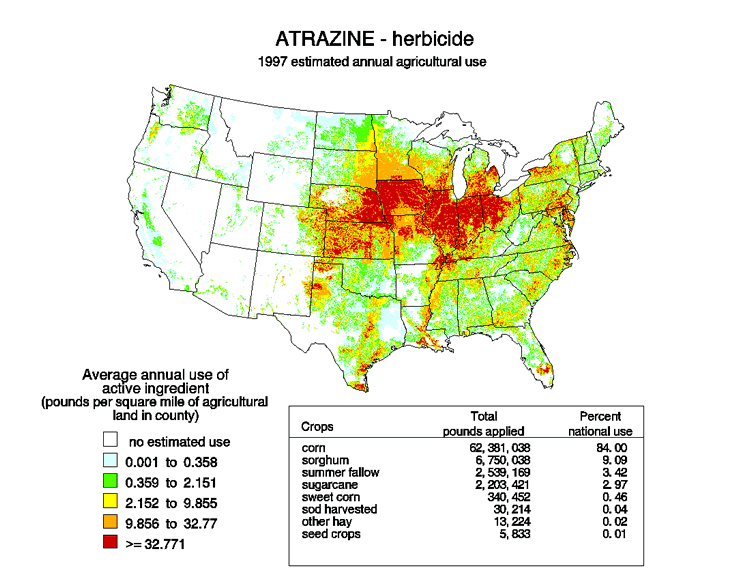
Utbredningen av Atrazin-användning i USA.